# Косар африканський

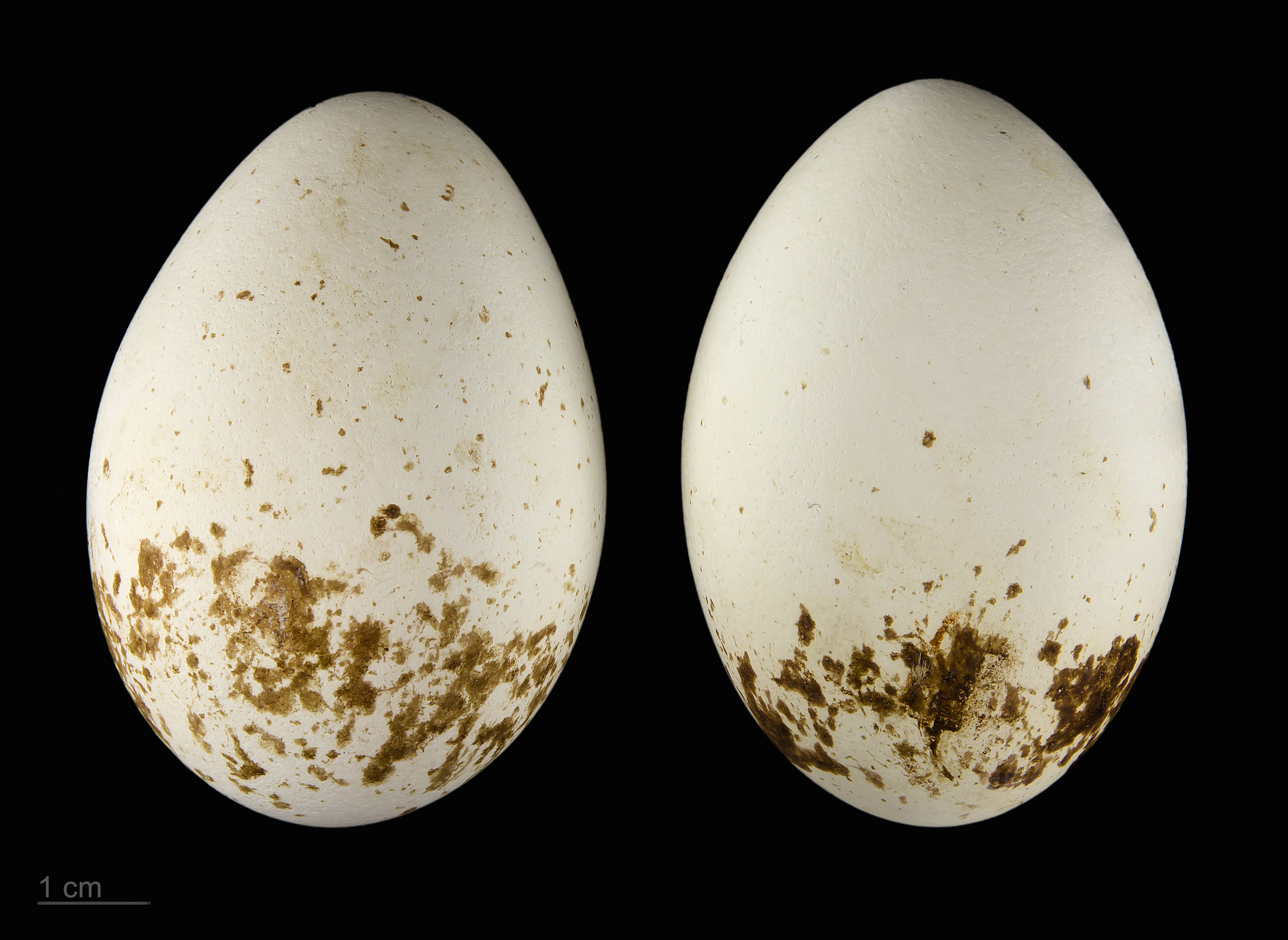
Яйце корсара африканського (Platalea alba). Тулузький музей.

Косар африканський (Platalea alba) — вид птахів з родини ібісових.

## Опис
Косар африканський досягає довжини від 73 до 90 см і ваги до 2 кг. Їх основним ареалом є Африка на південь від Сахари, а також Мадагаскар, де вони досить часто зустрічаються.
Оперення білого кольору, лапи і лоб — червоне. Як і їх близькі родичі з роду Platalea, цей птах водить своїм дзьобом у воді з боку в бік і намацує риб та земноводних.